# Johannes Sundwall
Johannes Sundwall (* 15. November 1877 in Nykarleby; † 29. August 1966 in Helsinki) war ein finnischer Althistoriker und Klassischer Philologe.
Sundwall studierte in Helsingfors, München (1904–1905) und Berlin (1905). 1906 wurde er in Helsingfors promoviert. 1907 wurde er Privatdozent (schwedisch docent) an der Universität Helsingfors, seit 1919 lehrte er an der schwedischsprachigen Åbo Akademi, von 1921 bis 1945 als Professor für Alte Geschichte und griechische und römische Literatur.
Seit 1963 war er korrespondierendes Mitglied der Deutschen Akademie der Wissenschaften zu Berlin.

## Veröffentlichungen (Auswahl)
- Epigraphische Beiträge zur sozialpolitischen Geschichte Athens im Zeitalter des Demosthenes Dieterich, Kreysing 1906, (Digitalisat; auch als Klio. Beiheft. 4. Dieterich, Leipzig 1906; Helsingfors, Universität, Akademische Abhandlung, 1906).
- Die einheimischen Namen der Lykier nebst einem Verzeichnisse kleinasiatischer Namenstämme Dieterich, Leipzig 1913. Klio. Beiheft. 11.
- Abhandlungen zur Geschichte des ausgehenden Römertums (= Öfversigt af Finska Vetenskaps-Societetens förhandlingar. Band 60, Nr. 2, 1917/1918, ZDB-ID 448250-5). Finska Vetenskaps-Societeten, Helsingfors 1919.
- Der Ursprung der kretischen Schrift. (= Acta Academiae Aboensis. Humaniora. 1, 2, ZDB-ID 300064-3). Åbo Akademi, Åbo 1920.
- Die Entstehung des phönikischen Alphabets und die kretische Schrift (= Acta Academiae Aboensis. Humaniora. 7, 4). Åbo Akademi, Åbo 1931.
- Die älteren italischen Fibeln. de Gruyter, Berlin 1943.
- Minoische Beiträge I. In: Minos. Revista de filología egea. Nr. 3, 1954, ISSN 0544-3733, S. 107–117 (Online [abgerufen am 29. Januar 2017]).